# 森田明
森田 明（もりた あきら、1943年8月18日 - ）は、日本の法学者。東洋大学名誉教授。専門は憲法・未成年者保護法・少年法。東京大学法学部卒。
2019年春の叙勲で瑞宝中綬章を受章。

## 著作
- 『大正少年法（上）（下）』（信山社、1993年、1994年）
- 『児童の権利条約―その内容・課題と展望』（一粒社、1995年）〔共編〕
- 『未成年者保護法と現代社会―保護と自律のあいだ』（有斐閣、1999年）